# Jang Woo-young
Jang Woo-young (em coreano: 장우영; Hanja: 張祐榮; nascido em 30 de abril de 1989), mais conhecido pelo seu nome artístico Wooyoung (em coreano:  우영), é um cantor, dançarino e ator sul-coreano. É integrante da boy band 2PM, sob o selo da JYP Entertainment.

## Carreira

### Atuação
Wooyoung estreou como ator em 2011 na série dramática da KBS, Dream High. Na série ele desempenhou o papel de Jason, um coreano-americano. Sua performance no drama tornou famosa pela frase em inglês, "Is it my turn already?". Além disso, ele teve a ajuda de Ok Taecyeon e Nichkhun Buck Horvejkul com suas falas em inglês, devido às suas experiências com a linguagem.
Depois de concluir a sua estreia no drama Dream High, Wooyoung expressou o desejo de continuar atuando, mantendo uma carreira musical. Um representante da JYP Entertainment observou as oportunidades futuras, dizendo: "Estamos planejando continuar a carreira de ator de Wooyoung enquanto não recebe outro grande projeto. Ele estava preocupado antes de começar a filmar Dream High, e muitas vezes se perguntou se ele seria capaz de atuar, mas acreditamos que ele ganhou muita confiança desde então. Ele ficou muito interessado na atuação, por isso pretendemos continuar sua carreira de ator, juntamente com o seu colega de grupo Taecyeon".
Em setembro de 2011, Wooyoung e Suzy fizeram um aparições na drama especial da KBS Human Casino. Os dois ídolos desempenharam o papel de um casal pego em escândalos de apostas. Os dois e o PD do Human Casino são bons amigos, que também produziu a série da KBS 2TV High Kick. Suas cenas não faziam parte do drama real, mas foram um bastante destaque no final com os créditos rolando. Kim PD declarou: "Eu disse a esses dois que eu estava começando um novo projeto e eles me disseram que queriam visitar, então eu pensei em dar-lhes uma pequena participação especial".

### Dança
Wooyoung treinou com Kim Gyuri para sua participação em Dancing With the Stars em julho de 2011. Internautas elogiaram seu talento como dançarino por ter a oportunidade de ensinar aos outros sobre isso.
Para as turnês do 2PM (Hands Up Asia Tour e Republic of 2PM), Junho e Wooyoung realizaram um dueto escrito por Junho, enquanto Wooyoung coreografou e desenhou suas roupas.

## Discografia

### Extended Plays
- 2012: 23, Male, Single[7][8]

## Filmografia

### Dramas
| Ano  | Título                   | Personagem        | Notas                 |
| ---- | ------------------------ | ----------------- | --------------------- |
| 2011 | Dream High               | Jason             | Protagonista          |
| 2011 | Boku to Star no 99 Nichi | Aparição especial | Participação especial |